# Karl Mühlmeister
Karl Rudolf Gustav Mühlmeister (* 3. März 1876 in Wandsbek; † um oder nach 1942 in München) war ein deutscher Kunstmaler und Illustrator.

## Leben und Schaffen
Karl Mühlmeister war der Sohn des aus Detmold stammenden Zeichners und Lithographen Friedrich Wilhelm Mühlmeister (1845–1900), der zusammen mit dem Steindrucker August Bernhard Gustav Johler († 1933) eine lithografische Kunstanstalt für Farbendruck betrieb. Nachdem sein Vater verstorben war, zog Karl Mühlmeister von Wandsbek nach München. Dort besuchte er ab Frühjahr 1901 die Akademie für Bildende Künste, an der er die Radierklasse von Peter von Halm belegte.
Mühlmeister ehelichte Dora Holmberg, eine Tochter des Malers August Holmberg. Er leistete Kriegsdienst im Ersten Weltkrieg. Ab Mitte der 1920er Jahre arbeitete er als Illustrator für verschiedene Verlage wie Ensslin & Laiblin, K. Thienemanns und Löwe, Fichte, Union Deutsche Verlagsgesellschaft und Anton & Co. Er gestaltete hauptsächlich Cover und Text-Illustrationen für Märchen-, Kinder- und Jugendbücher, überwiegend im Bereich der Trivialliteratur. So illustrierte er unter anderem Indianer-, Reise-, Kolonial-, Kriegs- und Abenteuerromane.
Nachdem Mühlmeister zunächst noch einem sezessionistischen Farbflächenstil in Form von Farb-Lithografien einsetzte, wandte er sich bald einem der Münchner Schule entstammendem malerisch-realistischen Stil zu und arbeitete in Aquarell, Tempera oder Grisaille-Gouache. Mit Aufkommen des Nationalsozialismus lieferte er Illustrationen zu propagandahaltigen Publikationen wie der Roman-Reihe Spannende Geschichten im Bertelsmann-Verlag. Außerdem schuf er stimmungsvolle, kulissenähnliche Landschaftsbilder zur Illustration von kolonialrevisionistischer Abenteuer-Literatur. Die von Mühlmeister illustrierten Bücher erschienen bis 1944 in hohen Auflagen. Er zählt zu den bedeutenden Illustratoren der deutschen Trivialliteratur in der ersten Hälfte des 20. Jahrhunderts.

## Werke (Auswahl)

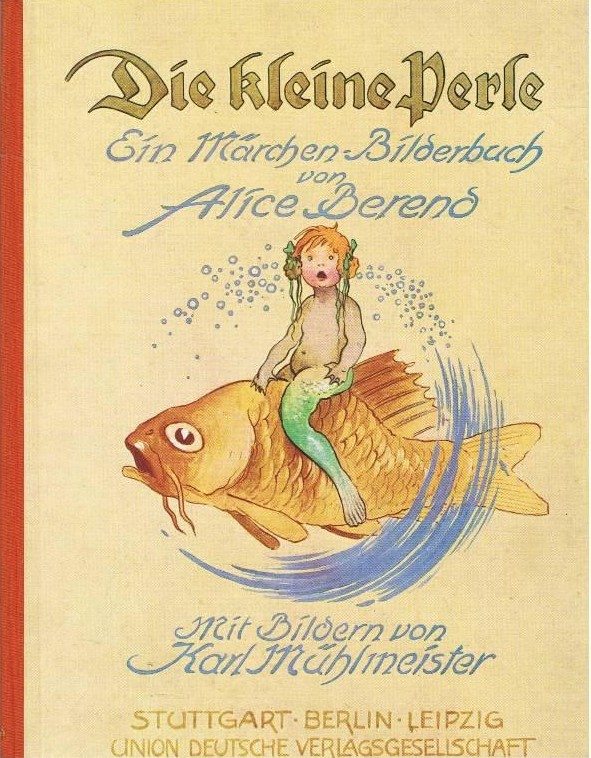
Alice Berend: Die kleine Perle, Bilder von Mühlmeister

- mit Alice Berend: Die kleine Perle: Ein Märchen-Bilderbuch. Union, Stuttgart 1929.
- mit Johanna Spyri: Geschichten für Kinder und auch für Solche, welche die Kinder lieb haben: Heimatlos + Moni + Heidi + Rosenresli + Was die Großmutter gelehrt hat und mehr. e-artnow, 2017.
- mit Johanna Spyri: Gesammelte Erzählungen aus Alpengebirge: Heidi + Heimatlos + In sicherer Hut + Vom This, der doch etwas wird + Gritlis Kinder + Am Felsensprung und viel mehr. e-artnow, 2014.
- mit Friedrich Wilhelm Mader: Der letzte Atlantide. Erzählung.  Edition Geheimes Wissen, 2018.
- mit Daniel Defoe: Robinson Crusoe. tredition, 2022.
- mit Friedrich Wilhelm Mader: Die Messingstadt. e-artnow, 2022.
- mit Friedrich Wilhelm Mader: Die Tote Stadt. e-artnow, 2023.
- mit Johanna Spyri: Die beliebtesten Kindergeschichten aus den Alpen. Musaicum Books, 2017.